# Hellmut Theimer
Hellmut Theimer (15 febbraio 1928 – agosto 1984) è stato un pallanuotista austriaco.
È stato un membro dell'Austria, che ha disputato il torneo di pallanuoto ai Giochi di Helsinki 1952.